# Paul Rudolph (musicista)
Paul Fraser Rudolph (Vancouver, 14 giugno 1947) è un bassista e chitarrista canadese.
È famoso per la sua collaborazione con i Pink Fairies, con Brian Eno e con la space rock band Hawkwind. Nella sua carriera ha ricoperto il ruolo sia di chitarrista che di bassista.

## Discografia

### Con i Pink Fairies
- 1971 - "Never Never Land"
- 1972 - "What a Bunch of Sweeties"
- 1982 - "Live at the Roundhouse 1975"
- 1996 - "Pleasure Island"
- 1997 - "No Picture"
- 1998 - "Mandies and Mescaline Round at Uncle Harry's"
- 1999 - "Live at the Weeley 1971"

### Con Brian En]
- 1973 - "Here Come the Warm Jets"
- 1975 - "Another Green World"
- 1977 - "Before and After Science"
- 1978 - "Music for Films"

### Con Robert Calvert
- 1974 - "Captain Lockheed and the Starfighters"
- 1975 - "Lucky Leif and the Longships"

### Con gli Hawkwind
- 1976 - "Astounding Sounds, Amazing Music"